# David Feuerwerker
Pour les articles homonymes, voir Feuerwerker.
David Feuerwerker est un rabbin et professeur d’histoire juive français (Genève, 2 octobre 1912 - Montréal, 20 juin 1980).
Membre distingué de l’armée française, maintes fois décoré pour ses faits de Résistance et son travail dans la Marine nationale dont il a fondé l'aumônerie, il s’impose comme l’une des grandes figures du judaïsme français d’après-guerre, officiant pendant une douzaine d'années à la synagogue de la rue des Tournelles et participant à la vie intellectuelle du pays par ses cercles d’études, conférences et publications. Il introduit l’hébreu moderne comme langue étrangère  au baccalauréat en France (et à l'étranger). Il est aussi, après son départ pour Montréal, l’une des grandes voix de la communauté juive francophone du Canada.

## Biographie

### Jeunes années
David Feuerwerker naît à Genève, 11 rue du Mont-Blanc ; il est le septième de onze enfants dans une famille juive orthodoxe originaire de l’empire austro-hongrois : son père Jacob est natif de Sighetu Marmației (royaume de Hongrie, aujourd'hui en Roumanie) arrivé en Suisse au début du XXe siècle, où il demeure au titre d’apatride sans en avoir jamais reçu la nationalité, tandis que la famille de sa mère, Regina née Neufeld, vient de Lackenbach, l’une des sept communautés de la région d’Eisenstadt, en Autriche.
Comme la législation suisse sur l’abattage interdit à Jacob Feuerwerker d’exercer ses fonctions, la famille émigre en France où elle ouvre une pension familiale à Évian-les-Bains, et c’est au Talmud Torah de la rue Vauquelin dans le 5e arrondissement de Paris que le jeune David entame ses études. Bachelier ès sciences, lettres et philosophie, il entre, en 1932, au Séminaire israélite de France (SIF). Disciple du grand-rabbin Maurice Liber qui lui transmet sa passion de l’histoire, il compte parmi ses condisciples Moïse Cassorla, Joseph M. Brandriss ou encore Ernest Gugenheim. 
Étudiant parallèlement les langues sémitiques anciennes — dont l’araméen et le syriaque — à la Sorbonne, il entre à l'École pratique des hautes études en 1933. Naturalisé français en 1936 alors que le reste de sa famille retourne en Suisse, il est nommé rabbin le 1er octobre 1937,,,.

### Les années de guerre
Deux semaines après son ordination, le 15 octobre 1937, David Feuerwerker est incorporé en Alsace pour son service militaire. Il n’est pas démobilisé à la fin de son service car la France a déclaré la guerre à l’Allemagne hitlérienne mais il reçoit une permission de l’armée pour épouser à Paris Antoinette, née Gluck, le 28 novembre 1939. Chef des transmissions d’un groupe d’artillerie du 12e régiment d'artillerie divisionnaire et aumônier de la 87e DIA, il se distingue par sa bravoure et le soutien moral qu’il procure aux troupes, et qui lui valent deux citations pour la croix de guerre.
Rendu à la vie civile à Vichy le 29 juillet 1940, un peu plus d’un mois après la signature de l’armistice, le rabbin Feuerwerker est nommé par le Consistoire à la tête des communautés de Corrèze, de la Creuse et du Lot. Il est aumônier de la Corrèze. Sollicité le 9 décembre 1940 par le rabbin René Kapel pour organiser une aide matérielle aux détenus du camp de Gurs, ils parviennent à faire libérer certains des Juifs qui s’y trouvent internés mais doivent faire face à la question du logement alors que les autorités vichystes, inquiètes de l’afflux des réfugiés qui ont fui la zone occupée, émettent des mesures de plus en plus sévères pour le contenir voire l’endiguer. Après avoir connu une sérieuse déconvenue lorsqu’il a voulu persuader les préfets de convertir un centre d’internement en centre d’accueil, David Feuerwerker intensifie ses activités clandestines. 
Ayant élu domicile à la villa du Mont-Blanc, avenue Turgot, à Brive-la-Gaillarde, il a établi une synagogue au 30 avenue Pasteur, l’a fait enregistrer en sous-préfecture comme Association Cultuelle Israélite de Brive le 25 janvier 1941, et y a créé son premier cercle d’études pendant que son épouse Antoinette dispense officieusement des cours à 80 élèves.
Située à bonne distance de la ligne de démarcation, la première synagogue dans l’histoire de Brive a non seulement pour vocation de servir d’espace communautaire mais également d’abriter dès novembre 1942, avec l'accord du rabbin Feuerwerker, les bureaux de la Hebrew Immigrant Aid Society (HIAS) dans ses locaux — branche principale de la HICEM (HIAS-ICA-Emigdirect qui sont trois d’agence d’aide à l’émigration des Juifs d’Europe), cette agence a été intégrée à l’Union générale des israélites de France (UGIF) pour éviter sa dissolution puis a transféré son quartier général depuis Marseille à la suite de l'occupation générale de la France qui signifie la fin de l’émigration légale. Le rabbin Feuerwerker qui bénéficie de l’attitude favorable du clergé briviste à l’égard des Juifs et du fait de la reconstitution des Éclaireurs israélites (EI) dans cette ville, se trouve par conséquent au centre d’une structure de sauvetage et d'exfiltration pour lesquels il donnera de toute sa personne ; un jeune réfugié juifdécrit « un rabbin "de choc" […], toujours fourré avec le curé avec lequel il s'entendait à merveille, personnage courageux, haut en couleur et véritable meneur d'hommes » qui se trouve informé par des contacts haut-placés dans l’administration des rafles prévues contre les Juifs de la région,. 

Le rabbin s’attelle donc à faire émigrer ceux qui en ont la possibilité vers Cuba ou d’autres pays neutres avec l’aide de la HIAS,, et à soustraire aux autorités ceux qui ne le peuvent pas: procurant refuges et ressources aux Juifs dans l’incapacité de fuir grâce aux subsides,qu’il a collectés à titre de délégué de l’UGIF et du Joint, il redistribue une importante partie de ces subsides à la maison de Beaulieu-sur-Dordogne en Corrèze,, où de nombreux enfants sont confiés aux bons soins du chef EI Léo Cohn et de Jacob Gordin, et assiste Georges Garel, directeur de l’Œuvre de secours aux enfants, dans l’organisation de caches en Corrèze après la suppression de la zone libre. C’est également sur son conseil que Roger Lang, condamné le 20 avril 1942 par le tribunal correctionnel de Brive pour non-déclaration de ses enfants (dont le futur  homme politique Jack Lang) comme juifs, soutient devant la Cour d’appel de Limoges que seule la filiation maternelle détermine l'adhésion à la religion juive, et obtient de la sorte sa relaxe ainsi que la sauvegarde de ses deux fils,. Le rabbin se double par ailleurs d’un homme de terrain qui se rend personnellement à la maison d’arrêt pour sauver Alfred Denner (le frère aîné du futur acteur Charles Denner) de la déportation en le faisant passer pour tuberculeux mais il ne se satisfait pas d’assurer la survie matérielle de ses protégés et trouve par exemple le temps d’aider Benoît Mandelbrot (le futur découvreur des fractales) dans la poursuite de ses études.
En juin 1943, le grand-rabbin de Lyon, et résistant Bernard Schonberg, est déporté ; David Feuerwerker qui le secondait, retrouve alors
le réseau Combatd’Edmond Michelet,,,,. Devenu Jacques Portal, il fournit de nombreux faux-papiers aux résistants. Son épouse, qui était membre de ce réseau dès janvier 1942 et s’illustrera aux côtés de Germaine Ribière (Juste parmi les nations) dans l’évacuation de jeunes gens recherchés par l'autorité occupante,,, participe étroitement et activement à toutes les activités résistantes de son mari, en particulier pour la recherche et l’hébergement d’agents de liaison ainsi que pour la diffusion de journaux clandestins. En septembre 1943 naît la première de leurs six enfants, Betty-Anne (Atara Chane Beile de son nom hébraïque). 

Bien qu’ils s’exposent continuellement à l’exécution ou la déportation par leurs nombreuses activités, les Feuerwerker ne sont pas inquiétés, hormis une menace publique et demeurée sans suites d’internement à Egletons en juillet 1942 par le préfet de la Corrèze. Cependant, la Gestapo s'aperçoit que le rabbin Feuerwerker joue un rôle important dans la Résistance quelque six mois avant la libération de la France.
Le 11 janvier 1944, l’assemblée des rabbins français recommande la fermeture des synagogues.
Il est recherché vainement le 15 mars 1944 par 6 officiers de la Gestapo mais il poursuit ses activités, en s'établissant en un autre endroit de la ville. Ses contacts de la Résistance de Brive le préviennent de son arrestation, prévue le 3 avril 1944 à son domicile légal, et lorsque la Gestapo y fait irruption, pour la seconde fois en quinze jours, ils font chou blanc. Elle dévaste alors sa demeure et procède à une rafle dans la synagogue voisine, déportant vers de sinistres destinations sa belle-sœur, Rose Gluck, et d’autres Juifs dont le jeune Robert Najberg qui préparait sa Bar-Mitzvah avec le hazzan Nachman Bindefeld ; la plupart ne reviendront pas.

 Un certificat non autorisé et contenant de multiples erreurs avait été émis par George Mandel-Mantello, Premier Secrétaire du Consulat Salvadorien en Suisse pour attester de la citoyenneté salvadorienne de la famille Feuerwerker, mais c’est seul et dans la clandestinité que le rabbin passera en Suisse.
David Feuerwerker est pris en charge par le réseau Témoignage chrétien, sous la houlette du père Léon Bédrune, de la Fraternité de Saint Antoine à Brive. Acheminé vers le séminaire de Cahors (Lot) où, vêtu d’une soutane, il attend les « vrais-faux papiers » qui lui parviendront le 12 avril 1944, le rabbin est ensuite acheminé jusqu'à la Maison Bellecroix, dirigée par le père Henri Chambre.
Le chef de la compagnie de gendarmerie du  Lot, le résistant, André Vessières, plus tard déporté à Dachau, contribue à son exfiltration. Celle-ci a lieu le 31 mai 1944 par le père Louis Coignet, qui l’accompagne de Sainte-Foy-lès-Lyon jusqu'à Divonne-les-Bains. David Feuerwerker veille à la sécurité de sa famille avant de quitter Brive, les accompagnant jusqu’un couvent près d’Aubazine que dirige la mère Marie Bredoux,— elles devront, après son départ, quitter le refuge pour ne pas compromettre la communauté d'accueil qui est menacée par la Gestapo, et erreront dans la ville de Lyon jusqu'à la rencontre opportune Place Bellecour avec Germaine Goblot, professeur d’allemand, qui les hébergera sitôt qu’elle aura appris le sort de son ancienne élève, Rose Gluck
. Arrivé à Genève au début de juin 1944, le rabbin est brièvement détenu par les autorités suisses. Libéré, il reprend ses activités communautaires, organisant des séminaires et assistant le pédiatre Gaston Lévy dans sa tâche à l’OSE. Il revient clandestinement à Lyon au bout de deux mois.
David Feuerwerker participe à la libération de la ville, le 2 septembre 1944, en tant que capitaine-aumônier des Forces françaises de l'intérieur. Ses faits de résistance lui vaudront d’être décoré en 1953 comme chevalier de la Légion d'honneur à titre militaire puis en 1958 de la Croix du combattant volontaire 1939-1945 et de la Médaille commémorative française de la guerre 1939-1945 avec barrette France mais pour l’heure, le rabbin s’attelle à revivifier le judaïsme en France. Nommé grand-rabbin de Lyon en septembre 1944 et officiant à la synagogue du quai Tilsitt, sa tache primordiale va être de commanditer et de diriger les travaux de réfections de la synagogue qui avait été saccagée par les miliciens, il fait abolir l’usage de l’orgue le chabbat et les jours de fêtes. Il publie aussi l’Unité premier hebdomadaire juif depuis la guerre, cofondé avec son ami Aimé Pallière, « le Noahide par excellence » et ardent promoteur du dialogue judéo-chrétien. Le premier numéro de l'Unité parait en janvier 1945 (imprimé le 29 décembre 1944) et le dernier, le 20 septembre 1946.

### Un rabbin et érudit à Paris
La fin de la guerre ne signe pas la fin de l’activité des Feuerwerker. Revenus à Paris où Antoinette participe avec sa sœur Rose à l’aventure de l’Exodus à l’insu de son mari, ils auront encore cinq enfants: Natania (1947), Élie (1948), Hillel (1949), Emmanuel (1951) et Benjamine (1952). Nommé par le Consistoire central rabbin de Neuilly où il est installé le 1er décembre 1946 (il y fonde un cercle d’études), David Feuerwerker prend en charge en 1948 la synagogue de la rue des Tournelles — alors deuxième en importance à Paris — et en sera le dernier rabbin ashkénaze ; il y fera venir le « chantre des chantres » Moshe Koussevitzky, officiera le 23 janvier 1956, au mariage de Robert Cohen (champion du monde des poids coqs), et prononcera les éloges funèbres du grand-rabbin Samuel Jacob Rubinstein (de la synagogue de la rue Pavée), de Cerf-David Mendès-France (le père de Pierre Mendès France), Isabelle Bernard Lazare (l'épouse de Bernard Lazare), Armand Lambert, et André Spire. C’est également en 1948 que le rabbin fonde et anime pendant dix ans le Cercle d’études du Marais, sis au 14 place des Vosges où il réside,,. En un temps où les cercles d’études ne souffrent pas encore de la concurrence télévisuelle, cet « Hyde Park, avec plus d’esprit », comptera trois cent quatre-vingt séances au cours desquelles participent de nombreuses personnalités juives et chrétiennes du paysage intellectuel français,,. Orateur renommé, il s’impose comme le choix naturel pour les commémorations sur le site du camp de Drancy ou au Mémorial pour le Martyr Juif Inconnu et assume en outre la fonction d’aumônier dans divers établissements pénitentiaires (il aide à la Petite Roquette Ruth Ben-David, qui épousera en secondes noces le rabbin Amram Blau, leader des Neturei Karta), lycées (Lycée Henri-IV, Lycée Fénelon, Lycée Victor-Duruy, Lycée Charlemagne) et hôpitaux (Hôpital Saint-Antoine, Hôpital Sainte-Anne).
Promu directeur de l’instruction religieuse en 1952 ainsi que vice-président du Conseil pour l’Éducation et la Culture Juives en France un an plus tard, il introduit l’hébreu comme langue étrangère au baccalauréat en France (et à l'étranger). Il en sera maintes années le seul examinateur pour la ville de Paris. Cependant, il se voit reprocher des frais excessifs et non-sanctionnés pour le personnel éducatif. Les désaccords sur la politique pédagogique qu'il propose l'incitent, en 1953, à démissionner de cette tâche. Il est candidat au poste de grand-rabbin de France en 1955 mais le candidat élu est Jacob Kaplan. Un an plus tard, il représente la communauté juive de France lors d’une cérémonie sous l’Arc de triomphe de l'Étoile pour la visite de Moshe Dayan après la crise du canal de Suez. Le 14 décembre 1957, il reçoit la médaille de vermeil de la Ville de Paris, et la communauté lui rend hommage à l’occasion de ses vingt ans de rabbinat lors de sa deux-centième conférence.
Ayant créé la fonction d’aumônier général dans la Marine nationale française,,, , il occupe ce poste du 1er janvier 1955 au 1er décembre 1966. Son grade dans la Marine est Lieutenant de Vaisseau 3e échelon. Il la représente lors de congrès internationaux à Amsterdam, Bruxelles, Londres ou à Rome, et effectue au même titre des missions de deux semaines en Afrique du Nord. Il interviendra au cours de celles-ci auprès du ministère de l'Éducation nationale de Tunisie pour le respect des fêtes religieuses juives, et obtiendra pour les marins juifs cantonnés en Algérie des permissions exceptionnelles lors de la Pâque juive et la distribution de pains azymes.
Contraint de quitter la synagogue des Tournelles en 1960 car le Consistoire israélite a décidé d’assigner le lieu au culte séfarade, il devient rabbin de la synagogue Chasseloup-Laubat. Les locaux du Cercle d'études du Marais deviendront cinq ans plus tard la synagogue de la place des Vosges sous l’impulsion de Charles Liché, ancien chantre de la synagogue des Tournelles. Après avoir obtenu un an plus tôt une licence ès lettres et un doctorat d’histoire de la Sorbonne, il intègre la VIe section de l’École pratique des hautes études de 1962 à 1965,, présentant des communications à la Société de l’Histoire de Paris, ou à l’Institut Napoléon de Paris et publiant de nombreux articles, dans la Revue des Annales, Évidences, le Bulletin de nos communautés etc. En 1963, David Feuerwerker est fait officier de la Légion d'honneur par le général de Gaulle pour son travail au sein de la Marine nationale. Il est nommé en 1964 comme grand-rabbin adjoint au grand-rabbin de Paris Meyer Jaïs. À cette période, le « Juif improbable », tel que s’est défini Dominique Moïsi, discute avec le rabbin de ses futurs choix de carrière.

### La voix des Juifs francophones à Montréal
En 1966, David Feuerwerker émigre au Canada avec sa femme et ses enfants après avoir accepté un poste de professeur de sociologie à l’Université de Montréal. Il l’occupera pendant deux ans au cours desquels il créera le département des études juives (1968-1978). Francophone et ashkénaze, le rabbin — qui siège à la cour rabbinique ainsi qu’au Vaad Haïr (« conseil municipal ») de Montréal,, aux côtés du grand-rabbin de Montréal Pinhas Hirschprung, dont il édite les pages françaises de l’organe de presse — sert d’intermédiaire entre la communauté ashkénaze anglophone et la communauté séfarade francophone ; il jouera un rôle similaire auprès de la communauté juive anglophone du Québec lors de la Révolution tranquille. Il présente aussi le rabbin Moshe Feinstein, sommité de son temps, au maire de Montréal, Jean Drapeau.
Il intervient, en décembre 1966, pour l'établissement d'écoles juives francophones au Québec.
Il est examinateur en hébreu pour le Baccalauréat français à Montréal.
En 1976, son livre sur l’émancipation des juifs en France paraît aux éditions Albin Michel, faisant la première page du Monde et reçoit le prix Broquette-Gonin d’histoire de l’Académie française.
Se partageant entre la France et le Canada, il participe à de nombreux programmes radiophoniques et télévisés, est consulté comme expert et donne de nombreuses conférences,. Portant un intérêt particulier à la musique juive, il participe à diverses reprises à l’émission la Musique des nations, animée par Alain Stanké à Radio-Canada.

### Décès et hommages
Le rabbin David Feuerwerker meurt à Montréal le vendredi 20 juin 1980 (6 Tamouz 5740) et est enterré au cimetière de Sanhédriah,, à Jérusalem. De nombreuses personnalités et anonymes lui rendent hommage dont René Lévesque, à titre personnel et au nom du gouvernement du Québec.

Le 29 mai 2011, l'Association consistoriale israélite de Paris, représentée par Moïse Cohen, président d’honneur du Consistoire de Paris, et les rabbins Olivier Kaufmann (synagogue de la place des Vosges et directeur du Séminaire israélite de France) et Yves Marciano (synagogue des Tournelles), inaugure, en présence de deux de ses enfants, une plaque commémorative

« L’Association consistoriale israélite de Paris rappelle avec reconnaissance le souvenir du grand-rabbin David Feuerwerker (1912–1980), officier de la Légion d'honneur, héros de la Résistance, officier d'Académie, créateur de l'Aumônerie israélite de la Marine nationale, lauréat de l'Académie française, ancien rabbin des Tournelles, fondateur-directeur du Cercle d'études du Marais (14 place des Vosges). »

## Honneurs
- Officier de la Légion d'honneur[83] (nommé le 3 mai 1963 par le général de Gaulle pour son travail au sein de la Marine nationale. Il reçoit le 23 juin 1963 la médaille des mains de l'amiral Georges Cabanier, Chef d'état-major de la Marine, au ministère de la Marine.), en présence d'André Spire ; 
  - chevalier en 1953[84] à titre militaire[85]. Il reçoit la médaille des mains du général Henri Martin, dans la cour d'honneur des Invalides, en présence d'Edmond Michelet[86] et de l'amiral Louis Kahn.
- Officier de l'ordre des Palmes académiques pour services rendus à la Culture populaire.
- Chevalier de l'Ordre du Mérite social, comme président d'honneur de la Société mutualiste "Mon Repos" à Paris[87]
- Chevalier de l'ordre de la Santé publique pour ses activités d'aumônier des Hôpitaux et des Prisons de Paris.
- Croix du combattant volontaire de la guerre de 1939-1945 (1958)[88]
- Médaille commémorative française de la guerre 1939-1945 avec agrafe France.
- Médaille de vermeil de la Ville de Paris, pour ses activités de Directeur du Cercle d'Études du Marais.
- Prix Broquette-Gonin d’histoire (en 1977) de l’Académie française, pour son ouvrage L'Emancipation des Juifs en France de l'Ancien Régime à la fin du Second Empire.

## Publications
David Feuerwerker est l’auteur de deux livres, ainsi que de nombreux articles de presse, conférences et émissions radiophoniques ou télévisées:
- L'Unité. Semaine religieuse israélite paraissant le vendredi, une revue hebdomadaire qui paraît à Lyon, de 1944 à 1946. 
Cofondateur et éditeur de la revue, il y contribue régulièrement. L’Unité compte entre autres collaborateurs Paul Bauer[89], Richard Neher et André Neher qui y éditent l’une des premières élégies pour les victimes juives de ce que l’on appelle pas encore Shoah[90] ou encore Martin Buber qui y livre des contes hassidiques ainsi que les docteurs Robert Nerson et Gaston Revel, l'écrivain Henri Hertz, Marc Breuer et Renée Bernheim[91].
- David Feuerwerker. Biographie d'Armand Lambert. Evidences. no.16, janvier 1951: 46-47[50].
- David Feuerwerker. Robert Anchel, Revue Historique, t. ccviiii, fasc. II, 1952: 384.
- David Feuerwerker. Robert Anchel. Revue des études juives tome 12 (112), (1953) : 53–66[92].
- David Feuerwerker. Le Chemin de la Vie. Le Souvenir français, 3e trimestre 1959, No. 276, p. 25-27 (Extraits de l'allocution prononcée le vendredi 17 avril 1959 par l'Aumônier général de la Marine nationale à l'office célébré à la Synagogue de la rue des victoires (Grande synagogue de Paris), en fait Rue de la Victoire (Paris), à la mémoire des Israélites "Morts pour la France".)

Les deux articles suivants sont mentionnés dans  Parcours historiographiques. Judaïsme et histoire. Sélection et présentation par Étienne Anheim, avec la collaboration de Nicholas Stromboni. Annales. Histoire, Sciences sociales:
- David Feuerwerker. Les Juifs en France  l'abolition du péage corporel en France. Annales. Histoire, Sciences sociales, 17 (no 5) (1962) : 857-872[94]
- David Feuerwerker. Les Juifs en France. Anatomie de 307 cahiers de doléances de 1789. Annales. Histoire, Sciences sociales, 20 (no 1) (1965) : 45–61[95]
- Daniel-Rops et le peuple de Dieu. Evidences. 1951. 16 pages[96],[97].
- L’Émancipation des Juifs en France. De l’Ancien Régime à la fin du Second Empire. Albin Michel : Paris, 1976  (ISBN 2-226-00316-9) (réédition : 2014  (ISBN 978-2-226-29678-8)).